# Coming of Age
Albums de Memphis Bleek
The Understanding
(2000)
Singles
1. What You Think of That
Sortie : 1999
2. Memphis Bleek Is...
Sortie : 1999
3. My Hood to Your Hood
Sortie : 1999

Coming of Age est le premier album studio de Memphis Bleek, sorti le 3 août 1999.
L'album s'est classé 1er au Top R&B/Hip-Hop Albums et 7e au Billboard 200 et a été certifié disque d'or par la Recording Industry Association of America (RIAA) le 14 septembre 1999.

## Liste des titres
| No  | Titre                                                                                | Contient un (des) sample(s) de | Durée |
| --- | ------------------------------------------------------------------------------------ | --- | ----- |
| 1.  | Pain in da Ass Intro                                                                 | I'm Reloaded (Extrait de la bande originale du film L'Impasse) Introduction to the Cab Stand (Extrait de la bande originale du film Les Affranchis) | 0:43  |
| 2.  | Who's Sleeping (featuring Reb – Produit par Patrick Viala)                           | If This World Were Mine de Zulema | 2:40  |
| 3.  | Memphis Bleek Is... (Produit par Swizz Beatz)                                        | | 4:08  |
| 4.  | What You Think of That (featuring Jay-Z – Produit par Buckwild)                      | High Velocity de Keith Mansfield | 4:40  |
| 5.  | Murda 4 Life (featuring Ja Rule – Produit par Irv Gotti et Mr. Fingers)              | | 4:47  |
| 6.  | You're All Welcome (Pain Interlude)                                                  | Piece of the Action (Extrait de la bande originale du film The King of New York)                                                                    | 0:37  |
| 7.  | Stay Alive In NYC (Produit par J-Runnah)                                             | Summer Is the Coldest Time of Year de Patti Austin                                                                                                  | 4:14  |
| 8.  | You a Thug Nigga (Produit par Irv Gotti)                                             | | 4:14  |
| 9.  | N.O.W. (featuring Da Ranjahz – Produit par Dark Half)                                | | 4:16  |
| 10. | Everybody (Produit par Omen)                                                         | | 4:00  |
| 11. | I Won't Stop (featuring Dark Half – Produit par Big Demi)                            | | 3:07  |
| 12. | My Hood to Your Hood (featuring Beanie Sigel – Produit par Irv Gotti et Mr. Fingers) | | 3:47  |
| 13. | Why You Wanna Hate For (featuring N.O.R.E. – Produit par The Burn Unit)              | | 3:49  |
| 14. | Regular Cat (Produit par J-Runnah)                                                   | Love and Let Love de Roberta Flack | 5:12  |